# Stari Skucani
Stari Skucani is een plaats in de gemeente Kapela in de Kroatische provincie Bjelovar-Bilogora. De plaats telt 181 inwoners (2001).